# هنري جورج كارول
هنري جورج كارول هو قاضي ومحامي وسياسي كندي، ولد في 31 يناير 1865 في كاموراسكا في كندا، وتوفي في 20 أغسطس 1939 في مونتريال في كندا. حزبياً، نشط في الحزب الليبرالي الكندي. وقد انتخب Lieutenant Governor of Quebec ‏ وانتخب عضو مجلس العموم الكندي.